# Atrévete a soñar: El concierto
Atrévete a soñar: El concierto, es el primer álbum en vivo del elenco de la telenovela mexicana, Atrévete a soñar, integrado por Danna Paola, Eleazar Gómez, Violeta Isfel, entre otros. 

## Información
La grabación del concierto fue en una de sus presentaciones en el Auditorio Nacional de la Ciudad de México, hecha en el 2009. Incluye un CD y DVD, integrado por temas en audio y en video, y además versiones en karaoke de las canciones, fotos, y canciones de estudio.
La versión digital del álbum, fue lanzada el 8 de diciembre del 2009, y la versión en formato CD+DVD, fue lanzada el 16 de febrero del 2010.

## Contenido

### Formato digital
1. Mundo de caramelo - Danna Paola
2. Las Divinas - Las Divinas
3. Quiero quedarme aquí - Danna Paola & Eleazar Gómez
4. Quiero, quiero - Danna Paola, Las Divinas, Las Populares, Los Klásicos & Los Básikos
5. Amándote - Los Klásicos
6. Sólo la mitad - Los Klásicos
7. Welcome - Danna Paola, Las Divinas, Las Populares, Los Klásicos & Los Básikos
8. Superstars - Las Divinas
9. Hot-Pops - Danna Paola & Las Populares
10. Mundo de caramelo (acústico) - Danna Paola
11. A Coro - Danna Paola
12. Mundo de caramelo (navideño)
13. Que no acabe Navidad

### Formato físico
CD/DVD
1. Mundo de caramelo - Danna Paola
2. Las Divinas - Las Divinas
3. Fiesta - Danna Paola, Las Divinas, Las Populares, Los Klásicos & Los Básikos
4. Quiero quedarme aquí - Danna Paola & Eleazar Gómez
5. Quiero, quiero - Danna Paola, Las Divinas, Las Populares, Los Klásicos & Los Básikos
6. Amándote - Los Klásicos
7. Sólo la mitad - Los Klásicos
8. El primer día sin ti - Danna Paola
9. Welcome - Danna Paola, Las Divinas, Las Populares, Los Klásicos & Los Básikos
10. Superstars - Las Divinas
11. Hot-Pops - Danna Paola & Las Populares
12. Mundo de caramelo (acústico) - Danna Paola
13. A coro - Danna Paola
14. Mundo de caramelo (navideño)
15. Que no acabe Navidad